# Voigny
Voigny est une commune française située dans le département de l'Aube, en région Grand Est.

## Géographie

### Localisation
| Arrentières  | Colombé-la-Fosse | Colombé-le-Sec    |
| Bar-sur-Aube | Voigny           |                   |
| Bayel        |                  | Lignol-le-Château |

### Hydrographie
La commune est dans la région hydrographique « la Seine de sa source au confluent de l'Oise (exclu) » au sein du bassin Seine-Normandie. Elle est drainée par le Fossé 01 du Val d'Ardenne,.
Le fossé 01 du Val d'Ardenne, d'une longueur de 11 km, prend sa source dans la commune de Colombey les Deux Églises et se jette  dans l'Aube à Bayel, après avoir traversé six communes. 

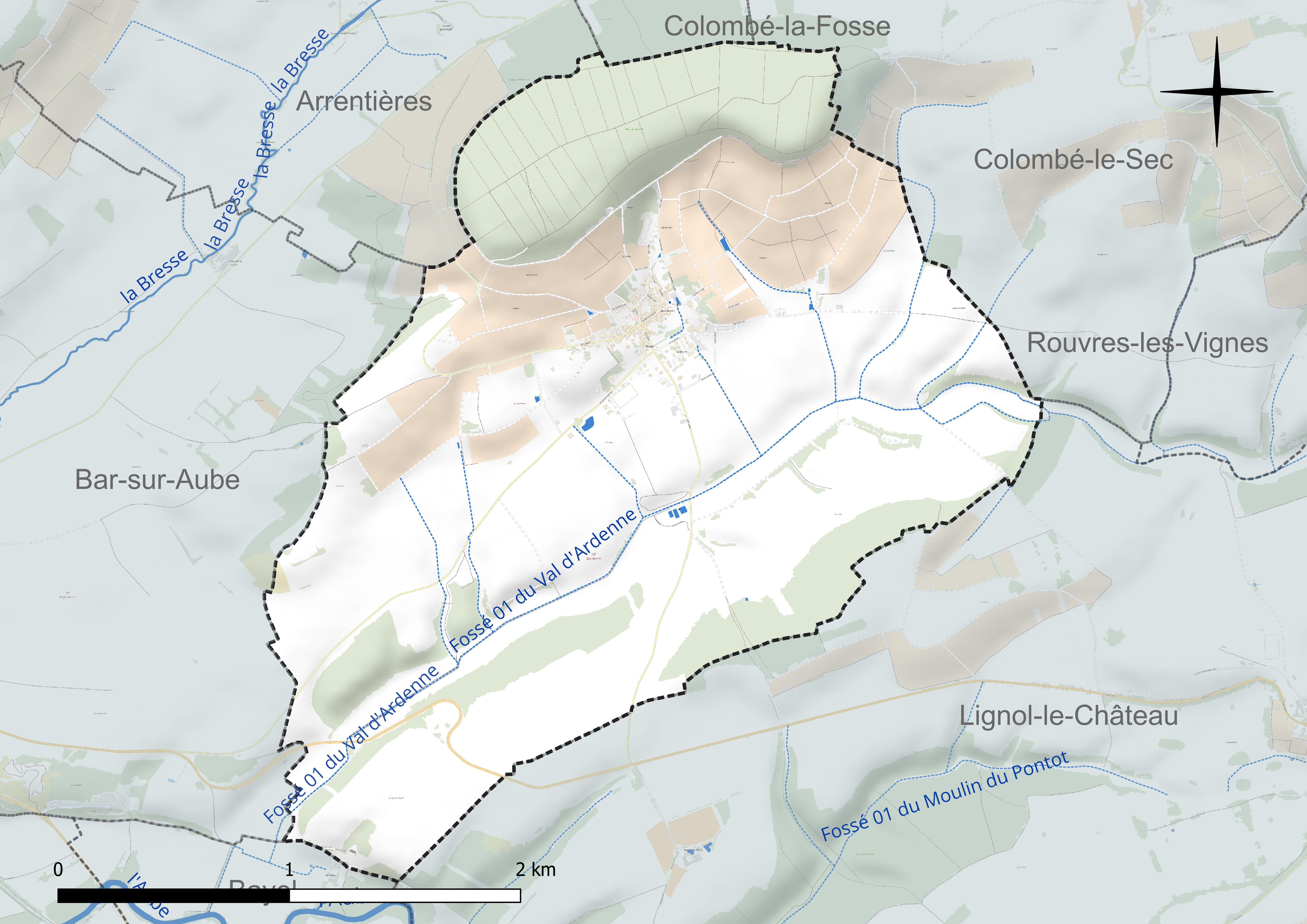
Réseau hydrographique de Voigny.

### Climat
Pour des articles plus généraux, voir Climat du Grand Est et Climat de l'Aube.
En 2010, le climat de la commune est de type climat des marges montargnardes, selon une étude du Centre national de la recherche scientifique s'appuyant sur une série de données couvrant la période 1971-2000. En 2020, Météo-France publie une typologie des climats de la France métropolitaine dans laquelle la commune est exposée à un climat océanique altéré et est dans la région climatique  Lorraine, plateau de Langres, Morvan, caractérisée par un hiver rude (1,5 °C), des vents modérés et des brouillards fréquents en automne et hiver. 
Pour la période 1971-2000, la température annuelle moyenne est de 10,4 °C, avec une amplitude thermique annuelle de 15,8 °C. Le cumul annuel moyen de précipitations est de 891 mm, avec 12,6 jours de précipitations en janvier et 9,1 jours en juillet. Pour la période 1991-2020, la température moyenne annuelle observée sur la station météorologique de Météo-France la plus proche, « Ailleville_sapc », sur la commune d'Ailleville à 7 km à vol d'oiseau, est de 11,4 °C et le cumul annuel moyen de précipitations est de 833,5 mm. 
La température maximale relevée sur cette station est de 41,3 °C, atteinte le 25 juillet 2019 ; la température minimale est de −19,7 °C, atteinte le 20 décembre 2009,,. 
Les paramètres climatiques de la commune ont été estimés pour le milieu du siècle (2041-2070) selon différents scénarios d'émission de gaz à effet de serre à partir des nouvelles projections climatiques de référence DRIAS-2020. Ils sont consultables sur un site dédié publié par Météo-France en novembre 2022.

## Urbanisme

### Typologie
Au 1er janvier 2024, Voigny est catégorisée commune rurale à habitat dispersé, selon la nouvelle grille communale de densité à 7 niveaux définie par l'Insee en 2022.
Elle est située hors unité urbaine. Par ailleurs la commune fait partie de l'aire d'attraction de Bar-sur-Aube, dont elle est une commune de la couronne,. Cette aire, qui regroupe 43 communes, est catégorisée dans les aires de moins de 50 000 habitants,.

### Occupation des sols
L'occupation des sols de la commune, telle qu'elle ressort de la base de données européenne d’occupation biophysique des sols Corine Land Cover (CLC), est marquée par l'importance des territoires agricoles (74,2 % en 2018), une proportion identique à celle de 1990 (74,2 %). La répartition détaillée en 2018 est la suivante : 
terres arables (50,6 %), forêts (25,8 %), cultures permanentes (17,2 %), zones agricoles hétérogènes (6,4 %). L'évolution de l’occupation des sols de la commune et de ses infrastructures peut être observée sur les différentes représentations cartographiques du territoire : la carte de Cassini (XVIIIe siècle), la carte d'état-major (1820-1866) et les cartes ou photos aériennes de l'IGN pour la période actuelle (1950 à aujourd'hui).

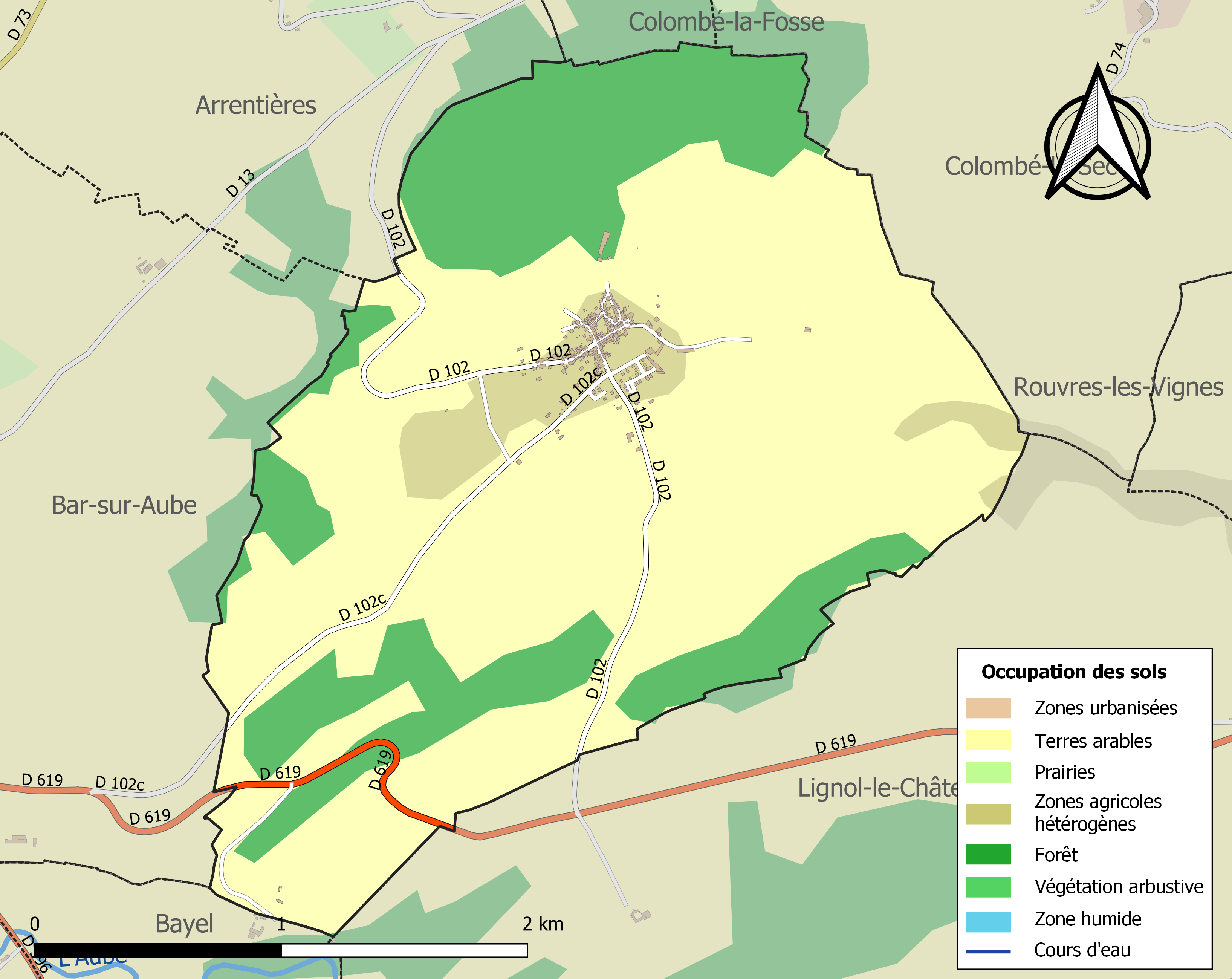
Carte des infrastructures et de l'occupation des sols de la commune en 2018 (CLC).

## Histoire
Voigny est dénommé Vegniacum en 1147 dans le cartulaire de l’abbaye de Clairvaux.
En 1789, le village dépendait de l'intendance et de la généralité de Châlons, de l'élection de Bar-sur-Aube et du bailliage de Chaumont.

## Politique et administration
| Période                                  | Période      | Identité          | Étiquette | Qualité  |
| ---------------------------------------- | ------------ | ----------------- | --------- | -------- |
| 1995                                     | mars 2001    | Yvon Bestautte    | SE        | Vigneron |
| mars 2001                                | 2014         | Bruno Bertrand    | SE        | Vigneron |
| mars 2014                                | juillet 2020 | Richard Encinas   | SE        | Retraité |
| juillet 2020                             | En cours     | Philippe Barbieux | SE        | Vigneron |
| Les données manquantes sont à compléter. |              |                   |           |          |

## Démographie

### Évolution démographique
L'évolution du nombre d'habitants est connue à travers les recensements de la population effectués dans la commune depuis 1793. Pour les communes de moins de 10 000 habitants, une enquête de recensement portant sur toute la population est réalisée tous les cinq ans, les populations de référence des années intermédiaires étant quant à elles estimées par interpolation ou extrapolation. Pour la commune, le premier recensement exhaustif entrant dans le cadre du nouveau dispositif a été réalisé en 2004.

En 2022, la commune comptait 141 habitants, en évolution de −14,02 % par rapport à 2016 (Aube : +0,7 %, France hors Mayotte : +2,11 %).
| 1793 | 1800 | 1806 | 1821 | 1831 | 1836 | 1841 | 1846 | 1851 |
| ---- | ---- | ---- | ---- | ---- | ---- | ---- | ---- | ---- |
| 406  | 426  | 441  | 413  | 441  | 418  | 421  | 423  | 422  |

| 1856 | 1861 | 1866 | 1872 | 1876 | 1881 | 1886 | 1891 | 1896 |
| ---- | ---- | ---- | ---- | ---- | ---- | ---- | ---- | ---- |
| 406  | 404  | 385  | 337  | 357  | 329  | 314  | 281  | 269  |

| 1901 | 1906 | 1911 | 1921 | 1926 | 1931 | 1936 | 1946 | 1954 |
| ---- | ---- | ---- | ---- | ---- | ---- | ---- | ---- | ---- |
| 252  | 261  | 230  | 204  | 202  | 183  | 189  | 175  | 172  |

| 1962 | 1968 | 1975 | 1982 | 1990 | 1999 | 2004 | 2006 | 2009 |
| ---- | ---- | ---- | ---- | ---- | ---- | ---- | ---- | ---- |
| 171  | 165  | 166  | 217  | 217  | 195  | 190  | 192  | 179  |

| 2014 | 2019 | 2022 | - | - | - | - | - | - |
| ---- | ---- | ---- | - | - | - | - | - | - |
| 166  | 146  | 141  | - | - | - | - | - | - |

### Pyramide des âges
La population de la commune est relativement âgée.
En 2018, le taux de personnes d'un âge inférieur à 30 ans s'élève à 23,3 %, soit en dessous de la moyenne départementale (35,2 %). À l'inverse, le taux de personnes d'âge supérieur à 60 ans est de 39 % la même année, alors qu'il est de 27,7 % au niveau départemental.
En 2018, la commune comptait 79 hommes pour 73 femmes, soit un taux de 51,97 % d'hommes, largement supérieur au taux départemental (48,59 %).
Les pyramides des âges de la commune et du département s'établissent comme suit.
| Hommes | Classe d’âge | Femmes |
| ------ | ------------ | ------ |
| 1,3    | 90 ou +      | 1,4    |
| 6,6    | 75-89 ans    | 18,6   |
| 26,3   | 60-74 ans    | 24,3   |
| 14,5   | 45-59 ans    | 25,7   |
| 17,1   | 30-44 ans    | 18,6   |
| 14,5   | 15-29 ans    | 7,1    |
| 19,7   | 0-14 ans     | 4,3    |

| Hommes | Classe d’âge | Femmes |
| ------ | ------------ | ------ |
| 0,8    | 90 ou +      | 2,1    |
| 7,4    | 75-89 ans    | 10,2   |
| 17,4   | 60-74 ans    | 18,4   |
| 19,4   | 45-59 ans    | 19     |
| 17,8   | 30-44 ans    | 17,3   |
| 18,3   | 15-29 ans    | 15,9   |
| 19     | 0-14 ans     | 17,1   |

## Culture locale et patrimoine

### Lieux et monuments
- Église Sainte-Afre de Voigny.

#### Le lavoir-chapelle de Voigny
La commune de Voigny, comme tant d'autres, cherchait le moyen d'approvisionner sa population en eau potable, eau nécessaire également pour abreuver le bétail. Dès 1860, il est avéré que les puits ne suffisent plus. C'est en février 1862 que sont déposés les plans pour la construction d'un bassin et d'un lavoir, qui seront édifiés dans les mois suivants. La photo montre un édifice en pierre, avec une toiture à quatre pans en tuiles plates et ardoises, l’avant étant maintenu par deux poutres verticales.
Le lavoir est alimenté par la source de sainte Affre, patronne du village. Elle satisfait d'abord les besoins de l'abreuvoir, le trop-plein alimentant le lavoir proprement dit.
Dans son livre sur les cartes postales de l'Aube, l'abbé Durand explique (p. 778) que précédemment, « l'emplacement de la fontaine alimentant le lavoir, sur la place publique, était reconnu comme incommode, il gênait les voisins immédiats encombrés par le bétail qui se rendait à l’abreuvoir. […] Une délibération du conseil municipal envisagea de déplacer cette fontaine au moyen d’un aqueduc qui conduirait l’eau à 250 m plus loin. Il parut très louable que la sainte titulaire suive la source à laquelle son nom restait attaché. Ce transfert fut réalisé en 1864. »
La statue de la sainte patronne est érigée au-dessus de l’abreuvoir : d’où le nom de lavoir-chapelle !
Concernant le vitrail, que l'on peut voir sur la photo, au fond du lavoir : la Commission héraldique de la Société académique de l’Aube a donné son aval au projet d'armoiries présenté par la commune de Voigny. Celles-ci pouvaient se lire : « D'Azur aux trois flammes d'or en pal, au chef étiqueté d'argent et de gueules de deux tires ». Il est possible d’en interpréter ainsi les signes : les flammes évoquent le martyre de sainte Affre, patronne de la source de Voigny et l'échiqueté rappelle que cette commune avait pour seigneur l'abbé de Clairvaux. Je remercie Jean Daunay, membre résidant de la Société académique de l'Aube, qui m'a communiqué ces informations sur le vitrail. B.D.

### Personnalités liées à la commune

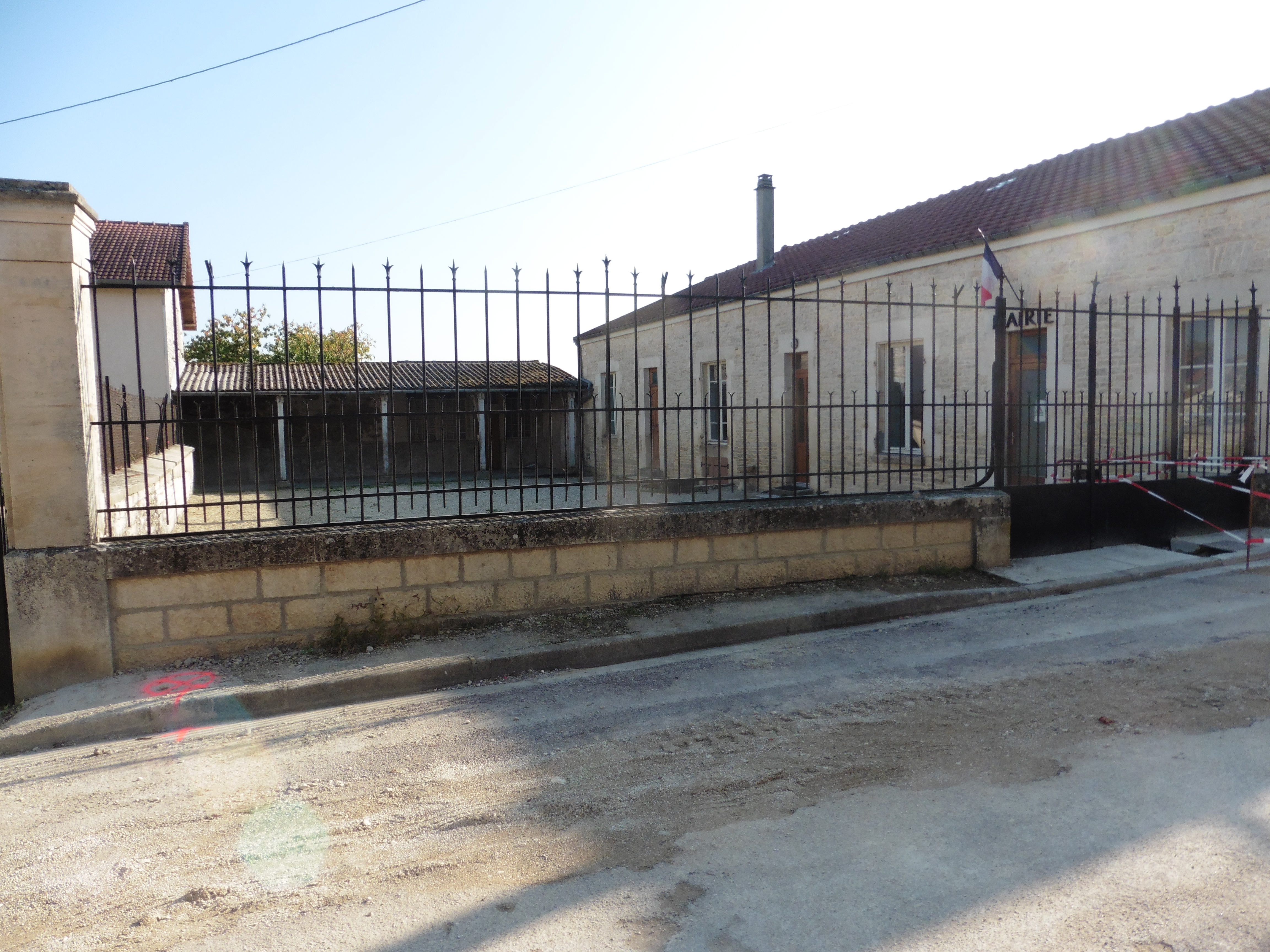
Ecole communale de Voigny. Gaston Bachelard y a vécu avec son épouse durant l'année scolaire 1919-1920. Il s'y est préparé au métier de professeur. Sa fille Suzanne est née dans le logement de fonction tandis que sa jeune femme y est décédée en juin 1920. ©Jean-Michel Wavelet Gaston Bachelard, l’inattendu, l’Harmattan, 2019.

De 1919 à 1930, le philosophe Gaston Bachelard exerce le métier de professeur de physique et de chimie au collège de Bar-sur-Aube. Il se marie à Maisons-lès-Soulaines le 8 juillet 1914 dans la mairie-école. Son épouse, Jeanne Rossi y exerce le métier de directrice avant d'être nommée à l'école communale de Voigny en septembre 1919. Tous deux sont alors logés dans les locaux de cette école. Suzanne, leur fille y naît le 18 octobre 1919 et deviendra plus tard épistémologue de renom. Durant l'année scolaire 1919-1920, Gaston Bachelard accomplit douze kilomètres à pied par jour pour se rendre au collège le matin et regagner le soir son domicile. C'est l'année où il prépare sa licence de philosophie qu'il obtiendra brillamment. Mais ce fut aussi une année bien triste pour lui puisque son épouse meurt le 20 juin 1920 à l'âge de trente-quatre ans. Il élèvera seul sa fille et s'installera en septembre 1920 à Bar-sur-Aube.
La rue principale (allant de l'église au lavoir) porte aujourd'hui le nom de Jeanne-Bachelard, et le chemin qu'empruntait Gaston Bachelard pour se rendre à Bar-sur-Aube fut localement appelé le chemin « Gaston-Bachelard ».

### Héraldique
|  | Les armes de la ville se blasonnent ainsi : D'azur aux trois flammes d'or en pal mouvant de la pointe, au chef échiqueté d'argent et de gueules de deux tires. |